# Partido Republicano da Ordem Social
O Partido Republicano da Ordem Social (PROS) foi um partido político do Brasil fundado em 2010 e registrado definitivamente em 2013. Seu número eleitoral foi o 90 e suas cores foram o azul e o laranja. Em janeiro de 2023 possuía 123.580 filiados.  O partido apoiou as candidaturas presidenciais do PT nas eleições de 2014, de 2018 e de 2022. Durante o governo do presidente Jair Bolsonaro, o PROS apresentou alinhamento de 80% com o governo nas votações do congresso nacional (até abril de 2021).
Em outubro de 2022, o partido anunciou que estava em negociação para se fundir com o partido Solidariedade, depois de não ter atingido a cláusula de barreira nas eleições gerais no Brasil em 2022
Todavia, em 17 de outubro de 2022, em vez da fusão, foi aprovado pelos diretórios nacionais de ambas as siglas que o PROS seria incorporado ao Solidariedade. A incorporação foi homologada pelo Tribunal Superior Eleitoral em 14 de fevereiro de 2023.

## História
O PROS foi fundado em 4 de janeiro de 2010 em Planaltina, Goiás. Recebeu registro oficial pelo Tribunal Superior Eleitoral (TSE) em 24 de setembro de 2013. Em outubro, o partido recebeu a filiação de 14 deputados federais, do então governador Cid Gomes (CE) e seu irmão e ex-ministro Ciro Gomes. Em abril de 2014 recebeu a filiação do então governador José Melo (AM).
Na eleição presidencial de 2014, o PROS apoiou a reeleição de Dilma Rousseff (PT) e Michel Temer (PMDB), compondo a coligação "Com a Força do Povo". Nesse ano o PROS reelegeu o governador José Melo (AM) e elegeu as vice-governadoras Cida Borghetti (PR) e Izolda Cela (CE), 11 deputados federais e 31 deputados estaduais.
Na eleição presidencial de 2018, o PROS novamente deu apoio ao PT, dessa vez representado pelas candidaturas de Fernando Haddad (PT) e Manuela D'Ávila (PCdoB) e pela coligação "O Povo Feliz de Novo". O PROS chegou a receber 4,5 milhões de reais do PT, repassados apenas para candidaturas femininas, com a candidata a deputada federal Clarissa Garotinho recebendo R$ 700 mil. Nesse ano o PROS elegeu os vice-governadores Jaime Nunes (AP) e Lincoln Tejota (GO), o senador Eduardo Girão (CE), 8 deputados federais e 20 deputados estaduais.  Onze dias após o primeiro turno, o presidente na época do partido teve prisão temporária decretada pela Polícia Federal, em ação que apura desvios na prefeitura de Marabá, no estado do Pará. Eurípedes Junior não foi localizado pela polícia e foi considerado foragido, o mesmo teve inúmeras irregularidades e processos de corrupção e lavagem de dinheiro frente ao partido em sua gestão, em 8 de março de 2022 a justiça reconheceu Marcus Vinícius Chaves de Holanda como presidente por unanimidade.
Nas eleições municipais de 2020, o partido elegeu 41 prefeitos e 754 vereadores. Em Fortaleza (CE), o candidato a prefeito do PROS Capitão Wagner chegou ao segundo turno tentando não divulgar o apoio recebido pelo presidente Jair Bolsonaro, mas acabou não se elegendo. Ao ter recebido apenas 1,33% dos votos válidos para prefeitos no primeiro turno, o PROS ficou entre os partidos que podem tender a não atingir os 2,0% de votos válidos para deputados federais em 2022, esbarrando na segunda etapa da cláusula de barreira.
Em 2022, o partido não conseguiu superar a cláusula de barreira nas eleições gerais. Consequentemente, em 17 de outubro de 2022, foi aprovada a incorporação do PROS ao partido Solidariedade para que o partido incorporador continuasse recebendo o fundo partidário e tivesse acesso ao tempo de propaganda eleitoral na televisão e rádio.
Em fevereiro de 2023, o partido deixou de existir, após aprovação da incorporação ao Solidariedade pelo TSE.

## Organização

### Parlamentares atuais
| Deputados federais atuais (1) | Deputados federais atuais (1)     | Deputados federais atuais (1) |
| UF | Deputados e Legislaturas          | Imagem                        |
| --- | --------------------------------- | ----------------------------- |
| MG | Weliton Prado 54ª, 55ª, 56ª e 57ª | Weliton Prado                 |
| Observações: Em 2018, o PROS elegeu 8 deputados federais. O nome marcado com o símbolo * foi eleito por outro partido. Nomes marcados com o símbolo + são suplentes empossados. Os suplentes Dr. Agripino Magalhães (CE) e Dr. João (BA) assumiram o cargo temporariamente. |                                   |                               |

| Deputados estaduais atuais (24) | Deputados estaduais atuais (24) | Deputados estaduais atuais (24) | Deputados estaduais atuais (24) | Deputados estaduais atuais (24) |
| UF | Deputado(a)                     | UF                              | Deputado(a)                     |                                 |
| --- | ------------------------------- | ------------------------------- | ------------------------------- | ------------------------------- |
| AC | Maria Antônia                   | MT                              | João Batista                    |                                 |
| AP | Raimunda Beirão+                | PR                              | Boca Aberta Jr.*                |                                 |
| AL | Bruno Toledo                    | PR                              | Homero Marchese                 |                                 |
| CE | Soldado Noélio                  | PR                              | Soldado Fruet                   |                                 |
| CE | Tony Brito+                     | RJ                              | Giovani Ratinho*                |                                 |
| DF | Fernando Fernandes              | RJ                              | Subtenente Bernardo             |                                 |
| ES | Raquel Lessa                    | RN                              | Albert Dickson                  |                                 |
| GO | Cairo Salim                     | RO                              | Anderson Pereira                |                                 |
| GO | Rubens Marques                  | RS                              | Rodrigo Maroni*                 |                                 |
| GO | Vinícius Cirqueira              | SP                              | Adriana Borgo                   |                                 |
| GO | Wagner Neto*                    | TO                              | Professor Junior Geo            |                                 |
| MA | Yglésio Moyses*                 | MG                              | Elismar Prado                   |                                 |
| |                                 |                                 |                                 |                                 |
| Observações: Em 2018, o PROS elegeu 20 deputados estaduais. Nomes marcados com o símbolo * foram eleitos em 2018 por outros partidos. Nomes marcados com o símbolo + são suplentes empossados. Telma Rufino (DF) assumiu cargo no governo distrital em novembro de 2019. Vitor Valim (CE) tornou-se prefeito de Caucaia em janeiro de 2021. Pastor Cavalcante (MA) mudou de partido em março de 2020. |                                 |                                 |                                 |                                 |

| Data     | Filiados | Crescimento anual | Crescimento anual |
| -------- | -------- | ----------------- | ----------------- |
| dez/2013 | 4.570    | 4.570             | +100%             |
| dez/2014 | 22.272   | 17.702            | +387%             |
| dez/2015 | 62.529   | 40.257            | +180%             |
| dez/2016 | 90.984   | 28.455            | +45%              |
| dez/2017 | 93.023   | 2.039             | +2,2%             |
| dez/2018 | 97.291   | 4.268             | +4,5%             |
| dez/2019 | 101.690  | 4.399             | +4,5%             |
| dez/2020 | 123.602  | 21.912            | +21%              |
| dez/2021 | 121.439  | 2.163             | -1,7%             |
| dez/2022 | 123.609  | 2.170             | +1,7%             |

## Desempenho eleitoral
| Eleição | Mandatos | %    | ± |
| ------- | -------- | ---- | - |
| 2014    | 1 / 27   | 3,70 | 1 |
| 2018    | 0 / 27   | 0,00 | 1 |

| Eleição | Mandatos | %    | ± |
| ------- | -------- | ---- | - |
| 2014    | 2 / 27   | 7,40 | 2 |
| 2018    | 2 / 27   | 7,40 | 0 |

| Eleição | Mandatos | %    | ± |
| ------- | -------- | ---- | - |
| 2014    | 0 / 81   | 0,00 | 0 |
| 2018    | 1 / 81   | 1,23 | 1 |
| 2022    | 1 / 81   | 0,21 | 0 |

| Eleição | Mandatos | %    | ±  |
| ------- | -------- | ---- | -- |
| 2014    | 11 / 513 | 2,14 | 11 |
| 2018    | 8 / 513  | 1,55 | 3  |
| 2022    | 3 / 513  | 0,97 | 5  |

| Eleição | Mandatos   | %    | ±  |
| ------- | ---------- | ---- | -- |
| 2014    | 31 / 1 059 | 2,92 | 31 |
| 2018    | 20 / 1 059 | 1,88 | 11 |

| Eleição | Mandatos   | %    | ±  |
| ------- | ---------- | ---- | -- |
| 2016    | 50 / 5 568 | 0,89 | 31 |
| 2020    | 41 / 5 568 | 0,73 | 11 |

| Eleição | Mandatos     | %    | ±   |
| ------- | ------------ | ---- | --- |
| 2016    | 987 / 56 810 | 1,73 | 987 |
| 2020    | 754 / 56 810 | 1,32 | 233 |

### Eleições estaduais
| Participação e desempenho do PROS nas eleições estaduais de 2022 |                                         |                                           | |                                        |                                          |
| Candidatos majoritários eleitos (7 governadores e 5 senadores). Em negrito estão os candidatos filiados ao PROS durante a eleição. Os cargos obtidos na Câmara Federal e nas Assembleias Legislativas são referentes às coligações proporcionais que o PROS compôs. Tais coligações não são necessariamente iguais às coligações majoritárias e geralmente são menores. Não estão listados os futuros suplentes empossados. \| UF \| Candidatos(as) a Governador(a) e a Vice \| Candidatos(as) a Senadores(as) \| Coligação majoritária (governo e senado) \| Deputados(as) federais eleitos(as) – 3 \| Deputados(as) estaduais eleitos(as) \| \| -- \| --------------------------------------- \| ----------------------------------------- \| --------------------------------------------------------------------------------------------------------- \| -------------------------------------- \| ---------------------------------------- \| \| AC \| Sérgio Petecão (PSD) \| Vanda Milani (PROS) \| PROS / PSD / Avante / PTB \| \| \| \| AC \| Tota Filho (PSD) \| Vanda Milani (PROS) \| PROS / PSD / Avante / PTB \| \| \| \| AL \| Luciano Almeida (PRTB) \| Coronel Do Valle (PROS) \| PROS / PRTB \| \| \| \| AL \| Sargento Walderlan (PRTB) \| Coronel Do Valle (PROS) \| PROS / PRTB \| \| \| \| AM \| Henrique Oliveira (PODE) \| ninguém \| PROS / PODE \| \| \| \| AM \| Edward Malta (PROS) \| ninguém \| PROS / PODE \| \| \| \| AP \| Jaime Nunes (PSD) \| Guaracy (PTB) indeferido \| PROS / PSD / PTB / PSC / Agir \| \| \| \| AP \| Liliane Albuquerque (PSD) \| Guaracy (PTB) indeferido \| PROS / PSD / PTB / PSC / Agir \| \| \| \| BA \| João Roma (PL) \| Dra. Rayssa Soares (PL) \| PROS / PL / PMB / Patriota / Agir \| \| \| \| BA \| Leonidia Umbelina (PMB) \| Dra. Rayssa Soares (PL) \| PROS / PL / PMB / Patriota / Agir \| \| \| \| CE \| Capitão Wagner (UNIÃO) \| Kamila Cardoso (Avante) \| PROS / UNIÃO / PL / Avante / Republicanos / PTB / PODE \| \| \| \| CE \| Raimundo Matos (PL) \| Kamila Cardoso (Avante) \| PROS / UNIÃO / PL / Avante / Republicanos / PTB / PODE \| \| \| \| DF \| Ibaneis Rocha (MDB) \| Flávia Arruda (PL) \| PROS / MDB / PP / PL / Avante / Solidariedade / Agir \| \| \| \| DF \| Celina Leão (PP) \| Flávia Arruda (PL) \| PROS / MDB / PP / PL / Avante / Solidariedade / Agir \| \| \| \| ES \| Renato Casagrande (PSB) \| Rose de Freitas (MDB) \| PROS / PSB / Fed. PSDB Cidadania / MDB / FE Brasil (PT/PCdoB/PV) / PDT / PP / PODE \| \| \| \| ES \| Ricardo Ferraço (PSDB) \| Rose de Freitas (MDB) \| PROS / PSB / Fed. PSDB Cidadania / MDB / FE Brasil (PT/PCdoB/PV) / PDT / PP / PODE \| \| \| \| GO \| Ronaldo Caiado (UNIÃO) \| Delegado Waldir (UNIÃO) \| PROS / UNIÃO / MDB / PP / PSD / PSC / Solidariedade / Avante / PODE / PDT / PRTB \| \| \| \| GO \| Daniel Vilela (MDB) \| Alexandre Baldy (PP) \| PROS / UNIÃO / MDB / PP / PSD / PSC / Solidariedade / Avante / PODE / PDT / PRTB \| \| \| \| GO \| Daniel Vilela (MDB) \| Vilmar Rocha (PSD) \| PROS / UNIÃO / MDB / PP / PSD / PSC / Solidariedade / Avante / PODE / PDT / PRTB \| \| \| \| MA \| Weverton Rocha (PDT) \| Roberto Rocha (PTB) \| PROS / PDT / PL / PTB / Republicanos / Agir \| \| \| \| MA \| Hélio Soares (PL) \| Roberto Rocha (PTB) \| PROS / PDT / PL / PTB / Republicanos / Agir \| \| \| \| MG \| ninguém \| ninguém \| nenhuma \| ninguém \| Elismar Prado (PROS) \| \| MS \| Rose Modesto (UNIÃO) \| Luiz Henrique Mandetta (UNIÃO) \| PROS / UNIÃO / PODE \| \| \| \| MS \| Alberto Schlatter (PODE) \| Luiz Henrique Mandetta (UNIÃO) \| PROS / UNIÃO / PODE \| \| \| \| MT \| Mauro Mendes (UNIÃO) \| Wellington Fagundes (PL) \| PROS / UNIÃO / Republicanos / PL / MDB / Fed. PSDB Cidadania / PODE / PSB \| \| \| \| MT \| Otaviano Pivetta (Republicanos) \| Wellington Fagundes (PL) \| PROS / UNIÃO / Republicanos / PL / MDB / Fed. PSDB Cidadania / PODE / PSB \| \| \| \| PA \| ninguém \| Paulo Castelo Branco (PROS) \| PROS \| \| \| \| PB \| Pedro Cunha Lima (PSDB) \| Efraim Filho (UNIÃO) \| PROS / Fed. PSDB Cidadania / UNIÃO / PDT / PSC / PTB / PMB \| \| \| \| PB \| Domiciano Cabral (Cidadania) \| Efraim Filho (UNIÃO) \| PROS / Fed. PSDB Cidadania / UNIÃO / PDT / PSC / PTB / PMB \| \| \| \| PE \| Marília Arraes (Solidariedade) \| André de Paula (PSD) \| PROS / Solidariedade / Avante / PSD / Agir / PMN \| \| \| \| PE \| Sebastião Oliveira (Avante) \| André de Paula (PSD) \| PROS / Solidariedade / Avante / PSD / Agir / PMN \| \| \| \| PI \| Rafael Fonteles (PT) \| Wellington Dias (PT) \| PROS / FE Brasil (PT/PCdoB/PV) / MDB / PSD / Solidariedade / Agir \| \| \| \| PI \| Themístocles Filho (MDB) \| Wellington Dias (PT) \| PROS / FE Brasil (PT/PCdoB/PV) / MDB / PSD / Solidariedade / Agir \| \| \| \| PR \| Ratinho Júnior (PSD) \| Aline Sleutjes (PROS) candidatura isolada \| PROS / PSD / PP / MDB / UNIÃO / PL / Republicanos / Solidariedade / PTB / PMB / Agir \| \| \| \| PR \| Darci Piana (PSD) \| Aline Sleutjes (PROS) candidatura isolada \| PROS / PSD / PP / MDB / UNIÃO / PL / Republicanos / Solidariedade / PTB / PMB / Agir \| \| \| \| RJ \| Cláudio Castro (PL) \| Romário (PL) \| PROS / PL / UNIÃO / MDB / PP / Republicanos / PODE / Solidariedade / PSC / PTB / Avante / PRTB / DC / PMN \| Max Lemos (PROS) \| Pedro Ricardo (PROS) Tande Vieira (PROS) \| \| RJ \| Thiago Pampolha (UNIÃO) \| Romário (PL) \| PROS / PL / UNIÃO / MDB / PP / Republicanos / PODE / Solidariedade / PSC / PTB / Avante / PRTB / DC / PMN \| Max Lemos (PROS) \| Pedro Ricardo (PROS) Tande Vieira (PROS) \| \| RN \| Fátima Bezerra (PT) \| Carlos Eduardo Alves (PDT) \| PROS / FE Brasil (PT/PCdoB/PV) / MDB / PDT / Republicanos \| \| \| \| RN \| Walter Alves (MDB) \| Carlos Eduardo Alves (PDT) \| PROS / FE Brasil (PT/PCdoB/PV) / MDB / PDT / Republicanos \| \| \| \| RO \| ninguém \| Dra. Rosângela Lázaro (Agir) \| PROS / Agir \| \| \| \| RR \| apoio informal à Rudson Leite (PV) \| Telmário Mota (PROS) \| PROS / PSC \| \| \| \| RR \| apoio informal à Cristina Burger (PV) \| Telmário Mota (PROS) \| PROS / PSC \| \| \| \| RS \| Onyx Lorenzoni (PL) \| Hamilton Mourão (Republicanos) \| PROS / PL / Republicanos / Patriota \| \| \| \| RS \| Cláudia Jardim (PL) \| Hamilton Mourão (Republicanos) \| PROS / PL / Republicanos / Patriota \| \| \| \| SC \| Ralf Zimmer (PROS) \| ninguém \| PROS \| \| \| \| SC \| Ana Lúcia Meotti (PROS) \| ninguém \| PROS \| \| \| \| SE \| Valmir de Francisquinho (PL) indeferido \| Eduardo Amorim (PL) \| PROS / PL / Patriota / PTB / PMN \| \| \| \| SE \| Emília Corrêa (Patriota) indeferido \| Eduardo Amorim (PL) \| PROS / PL / Patriota / PTB / PMN \| \| \| \| SP \| Rodrigo Garcia (PSDB) \| Edson Aparecido (MDB) \| PROS / Fed. PSDB Cidadania / UNIÃO / MDB / PP / Avante / Solidariedade / PODE / Patriota \| \| \| \| SP \| Eugênio Zuliani (UNIÃO) \| Edson Aparecido (MDB) \| PROS / Fed. PSDB Cidadania / UNIÃO / MDB / PP / Avante / Solidariedade / PODE / Patriota \| \| \| \| TO \| ninguém \| Ataídes de Oliveira (PROS) \| PROS \| \| \| |                                         |                                           | |                                        |                                          |
| UF | Candidatos(as) a Governador(a) e a Vice | Candidatos(as) a Senadores(as)            | Coligação majoritária (governo e senado)                                                                  | Deputados(as) federais eleitos(as) – 3 | Deputados(as) estaduais eleitos(as)      |
| AC | Sérgio Petecão (PSD)                    | Vanda Milani (PROS)                       | PROS / PSD / Avante / PTB                                                                                 |                                        |                                          |
| AC | Tota Filho (PSD)                        | Vanda Milani (PROS)                       | PROS / PSD / Avante / PTB                                                                                 |                                        |                                          |
| AL | Luciano Almeida (PRTB)                  | Coronel Do Valle (PROS)                   | PROS / PRTB                                                                                               |                                        |                                          |
| AL | Sargento Walderlan (PRTB)               | Coronel Do Valle (PROS)                   | PROS / PRTB                                                                                               |                                        |                                          |
| AM | Henrique Oliveira (PODE)                | ninguém                                   | PROS / PODE                                                                                               |                                        |                                          |
| AM | Edward Malta (PROS)                     | ninguém                                   | PROS / PODE                                                                                               |                                        |                                          |
| AP | Jaime Nunes (PSD)                       | Guaracy (PTB) indeferido                  | PROS / PSD / PTB / PSC / Agir                                                                             |                                        |                                          |
| AP | Liliane Albuquerque (PSD)               | Guaracy (PTB) indeferido                  | PROS / PSD / PTB / PSC / Agir                                                                             |                                        |                                          |
| BA | João Roma (PL)                          | Dra. Rayssa Soares (PL)                   | PROS / PL / PMB / Patriota / Agir                                                                         |                                        |                                          |
| BA | Leonidia Umbelina (PMB)                 | Dra. Rayssa Soares (PL)                   | PROS / PL / PMB / Patriota / Agir                                                                         |                                        |                                          |
| CE | Capitão Wagner (UNIÃO)                  | Kamila Cardoso (Avante)                   | PROS / UNIÃO / PL / Avante / Republicanos / PTB / PODE                                                    |                                        |                                          |
| CE | Raimundo Matos (PL)                     | Kamila Cardoso (Avante)                   | PROS / UNIÃO / PL / Avante / Republicanos / PTB / PODE                                                    |                                        |                                          |
| DF | Ibaneis Rocha (MDB)                     | Flávia Arruda (PL)                        | PROS / MDB / PP / PL / Avante / Solidariedade / Agir                                                      |                                        |                                          |
| DF | Celina Leão (PP)                        | Flávia Arruda (PL)                        | PROS / MDB / PP / PL / Avante / Solidariedade / Agir                                                      |                                        |                                          |
| ES | Renato Casagrande (PSB)                 | Rose de Freitas (MDB)                     | PROS / PSB / Fed. PSDB Cidadania / MDB / FE Brasil (PT/PCdoB/PV) / PDT / PP / PODE                        |                                        |                                          |
| ES | Ricardo Ferraço (PSDB)                  | Rose de Freitas (MDB)                     | PROS / PSB / Fed. PSDB Cidadania / MDB / FE Brasil (PT/PCdoB/PV) / PDT / PP / PODE                        |                                        |                                          |
| GO | Ronaldo Caiado (UNIÃO)                  | Delegado Waldir (UNIÃO)                   | PROS / UNIÃO / MDB / PP / PSD / PSC / Solidariedade / Avante / PODE / PDT / PRTB                          |                                        |                                          |
| GO | Daniel Vilela (MDB)                     | Alexandre Baldy (PP)                      | PROS / UNIÃO / MDB / PP / PSD / PSC / Solidariedade / Avante / PODE / PDT / PRTB                          |                                        |                                          |
| GO | Daniel Vilela (MDB)                     | Vilmar Rocha (PSD)                        | PROS / UNIÃO / MDB / PP / PSD / PSC / Solidariedade / Avante / PODE / PDT / PRTB                          |                                        |                                          |
| MA | Weverton Rocha (PDT)                    | Roberto Rocha (PTB)                       | PROS / PDT / PL / PTB / Republicanos / Agir                                                               |                                        |                                          |
| MA | Hélio Soares (PL)                       | Roberto Rocha (PTB)                       | PROS / PDT / PL / PTB / Republicanos / Agir                                                               |                                        |                                          |
| MG | ninguém                                 | ninguém                                   | nenhuma                                                                                                   | ninguém                                | Elismar Prado (PROS)                     |
| MS | Rose Modesto (UNIÃO)                    | Luiz Henrique Mandetta (UNIÃO)            | PROS / UNIÃO / PODE                                                                                       |                                        |                                          |
| MS | Alberto Schlatter (PODE)                | Luiz Henrique Mandetta (UNIÃO)            | PROS / UNIÃO / PODE                                                                                       |                                        |                                          |
| MT | Mauro Mendes (UNIÃO)                    | Wellington Fagundes (PL)                  | PROS / UNIÃO / Republicanos / PL / MDB / Fed. PSDB Cidadania / PODE / PSB                                 |                                        |                                          |
| MT | Otaviano Pivetta (Republicanos)         | Wellington Fagundes (PL)                  | PROS / UNIÃO / Republicanos / PL / MDB / Fed. PSDB Cidadania / PODE / PSB                                 |                                        |                                          |
| PA | ninguém                                 | Paulo Castelo Branco (PROS)               | PROS |                                        |                                          |
| PB | Pedro Cunha Lima (PSDB)                 | Efraim Filho (UNIÃO)                      | PROS / Fed. PSDB Cidadania / UNIÃO / PDT / PSC / PTB / PMB                                                |                                        |                                          |
| PB | Domiciano Cabral (Cidadania)            | Efraim Filho (UNIÃO)                      | PROS / Fed. PSDB Cidadania / UNIÃO / PDT / PSC / PTB / PMB                                                |                                        |                                          |
| PE | Marília Arraes (Solidariedade)          | André de Paula (PSD)                      | PROS / Solidariedade / Avante / PSD / Agir / PMN                                                          |                                        |                                          |
| PE | Sebastião Oliveira (Avante)             | André de Paula (PSD)                      | PROS / Solidariedade / Avante / PSD / Agir / PMN                                                          |                                        |                                          |
| PI | Rafael Fonteles (PT)                    | Wellington Dias (PT)                      | PROS / FE Brasil (PT/PCdoB/PV) / MDB / PSD / Solidariedade / Agir                                         |                                        |                                          |
| PI | Themístocles Filho (MDB)                | Wellington Dias (PT)                      | PROS / FE Brasil (PT/PCdoB/PV) / MDB / PSD / Solidariedade / Agir                                         |                                        |                                          |
| PR | Ratinho Júnior (PSD)                    | Aline Sleutjes (PROS) candidatura isolada | PROS / PSD / PP / MDB / UNIÃO / PL / Republicanos / Solidariedade / PTB / PMB / Agir                      |                                        |                                          |
| PR | Darci Piana (PSD)                       | Aline Sleutjes (PROS) candidatura isolada | PROS / PSD / PP / MDB / UNIÃO / PL / Republicanos / Solidariedade / PTB / PMB / Agir                      |                                        |                                          |
| RJ | Cláudio Castro (PL)                     | Romário (PL)                              | PROS / PL / UNIÃO / MDB / PP / Republicanos / PODE / Solidariedade / PSC / PTB / Avante / PRTB / DC / PMN | Max Lemos (PROS)                       | Pedro Ricardo (PROS) Tande Vieira (PROS) |
| RJ | Thiago Pampolha (UNIÃO)                 | Romário (PL)                              | PROS / PL / UNIÃO / MDB / PP / Republicanos / PODE / Solidariedade / PSC / PTB / Avante / PRTB / DC / PMN | Max Lemos (PROS)                       | Pedro Ricardo (PROS) Tande Vieira (PROS) |
| RN | Fátima Bezerra (PT)                     | Carlos Eduardo Alves (PDT)                | PROS / FE Brasil (PT/PCdoB/PV) / MDB / PDT / Republicanos                                                 |                                        |                                          |
| RN | Walter Alves (MDB)                      | Carlos Eduardo Alves (PDT)                | PROS / FE Brasil (PT/PCdoB/PV) / MDB / PDT / Republicanos                                                 |                                        |                                          |
| RO | ninguém                                 | Dra. Rosângela Lázaro (Agir)              | PROS / Agir                                                                                               |                                        |                                          |
| RR | apoio informal à Rudson Leite (PV)      | Telmário Mota (PROS)                      | PROS / PSC                                                                                                |                                        |                                          |
| RR | apoio informal à Cristina Burger (PV)   | Telmário Mota (PROS)                      | PROS / PSC                                                                                                |                                        |                                          |
| RS | Onyx Lorenzoni (PL)                     | Hamilton Mourão (Republicanos)            | PROS / PL / Republicanos / Patriota                                                                       |                                        |                                          |
| RS | Cláudia Jardim (PL)                     | Hamilton Mourão (Republicanos)            | PROS / PL / Republicanos / Patriota                                                                       |                                        |                                          |
| SC | Ralf Zimmer (PROS)                      | ninguém                                   | PROS |                                        |                                          |
| SC | Ana Lúcia Meotti (PROS)                 | ninguém                                   | PROS |                                        |                                          |
| SE | Valmir de Francisquinho (PL) indeferido | Eduardo Amorim (PL)                       | PROS / PL / Patriota / PTB / PMN                                                                          |                                        |                                          |
| SE | Emília Corrêa (Patriota) indeferido     | Eduardo Amorim (PL)                       | PROS / PL / Patriota / PTB / PMN                                                                          |                                        |                                          |
| SP | Rodrigo Garcia (PSDB)                   | Edson Aparecido (MDB)                     | PROS / Fed. PSDB Cidadania / UNIÃO / MDB / PP / Avante / Solidariedade / PODE / Patriota                  |                                        |                                          |
| SP | Eugênio Zuliani (UNIÃO)                 | Edson Aparecido (MDB)                     | PROS / Fed. PSDB Cidadania / UNIÃO / MDB / PP / Avante / Solidariedade / PODE / Patriota                  |                                        |                                          |
| TO | ninguém                                 | Ataídes de Oliveira (PROS)                | PROS |                                        |                                          |

| Participação e desempenho do PROS nas eleições estaduais de 2018 |                                         |                                | |                                                                           |                                                                      |
| Candidatos majoritários eleitos (11 governadores e 17 senadores). Em negrito estão os candidatos filiados ao PROS durante a eleição. Os cargos obtidos na Câmara Federal e nas Assembleias Legislativas são referentes às coligações proporcionais que o PROS compôs. Tais coligações não são necessariamente iguais às coligações majoritárias e geralmente são menores. Não estão listados os futuros suplentes empossados. \| UF \| Candidatos(as) a Governador(a) e a Vice \| Candidatos(as) a Senadores(as) \| Coligação majoritária (governo e senado) \| Deputados(as) federais eleitos(as) — 58 \| Deputados(as) estaduais eleitos(as) — 107 \| \| -- \| --------------------------------------- \| ------------------------------ \| ------------------------------------------------------------------------------------------------------------ \| ------------------------------------------------------------------------- \| -------------------------------------------------------------------- \| \| AC \| Marcus Alexandre (PT) \| Jorge Viana (PT) \| PROS / PT / PDT / PRB / PV / PODE / PCdoB / PSB / PHS / PRTB / DC / PPL / PMB / PSOL \| 1 PRB \| Maria Antonia (PROS) + 1 PRB, 1 PODE \| \| AC \| Emylson Farias (PDT) \| Ney Amorim (PT) \| PROS / PT / PDT / PRB / PV / PODE / PCdoB / PSB / PHS / PRTB / DC / PPL / PMB / PSOL \| 1 PRB \| Maria Antonia (PROS) + 1 PRB, 1 PODE \| \| AL \| Pinto de Luna (PROS) \| Rodrigo Cunha (PSDB) \| PROS / PSC / PSDB / PTC / PP / PSB / REDE / DEM / PRB \| 1 PSB, 1 PP, 1 PRB, 1 PSDB \| Bruno Toledo (PROS) + 4 PP, 2 PSDB, 1 DEM \| \| AL \| Jorge VI (PSDB) \| Benedito de Lira (PP) \| PROS / PSC / PSDB / PTC / PP / PSB / REDE / DEM / PRB \| 1 PSB, 1 PP, 1 PRB, 1 PSDB \| Bruno Toledo (PROS) + 4 PP, 2 PSDB, 1 DEM \| \| AM \| David Almeida (PSB) \| ninguém \| PROS / PSB / PMN / PODE / PMB \| ninguém \| 1 PSB \| \| AM \| Chico Preto (PMN) \| ninguém \| PROS / PSB / PMN / PODE / PMB \| ninguém \| 1 PSB \| \| AP \| Waldez Góes (PDT) \| Lucas Barreto (PTB) \| PROS / PDT / PTB / MDB / DC / PRB / PCdoB / PRP / PTC / PMB \| Acácio Favacho (PROS) + 1 PCdoB \| 1 PTB, 1 PMB \| \| AP \| Jaime Nunes (PROS) \| Lucas Barreto (PTB) \| PROS / PDT / PTB / MDB / DC / PRB / PCdoB / PRP / PTC / PMB \| Acácio Favacho (PROS) + 1 PCdoB \| 1 PTB, 1 PMB \| \| BA \| Rui Costa (PT) \| Jacques Wagner (PT) \| PROS / PT / PP / PDT / PSD / PSB / PCdoB / PR / PRP / PMB / PMN / PODE / PTC / Avante \| 2 Avante \| 10 PT, 9 PSD, 7 PP, 4 PSB, 3 PDT, 1 PR, 1 PODE, 1 PRP, 1 Avante \| \| BA \| João Leão (PP) \| Angelo Coronel (PSD) \| PROS / PT / PP / PDT / PSD / PSB / PCdoB / PR / PRP / PMB / PMN / PODE / PTC / Avante \| 2 Avante \| 10 PT, 9 PSD, 7 PP, 4 PSB, 3 PDT, 1 PR, 1 PODE, 1 PRP, 1 Avante \| \| CE \| General Theophilo (PSDB) \| Eduardo Girão (PROS) \| PROS / PSDB \| Capitão Wagner (PROS), Vaidon Oliveira (PROS) \| Soldado Noélio (PROS), Vitor Valim (PROS) \| \| CE \| Emília Pessoa (PSDB) \| Dra. Mayra (PSDB) \| PROS / PSDB \| Capitão Wagner (PROS), Vaidon Oliveira (PROS) \| Soldado Noélio (PROS), Vitor Valim (PROS) \| \| DF \| Eliana Pedrosa (PROS) \| Juiz Everardo Ribeiro (PMN) \| PROS / PTB / PMN / PHS / PTC / PMB / Patriota \| ninguém \| Fernando Fernandes (PROS), Telma Rufino (PROS) \| \| DF \| Alírio Neto (PTB) \| Walisson Nascimento (PTB) \| PROS / PTB / PMN / PHS / PTC / PMB / Patriota \| ninguém \| Fernando Fernandes (PROS), Telma Rufino (PROS) \| \| ES \| Renato Casagrande (PSB) \| Marcos do Val (PPS) \| PROS / PSB / PSDB / DEM / PPS / PCdoB / PV / DC / SD / PP / PTC / PDT / PPL / PRP / PSD / PHS / PSC / Avante \| 1 PPS, 1 PP \| Raquel Lessa (PROS) + 1 PP \| \| ES \| Jacqueline Moraes (PSB) \| Ricardo Ferraço (PSDB) \| PROS / PSB / PSDB / DEM / PPS / PCdoB / PV / DC / SD / PP / PTC / PDT / PPL / PRP / PSD / PHS / PSC / Avante \| 1 PPS, 1 PP \| Raquel Lessa (PROS) + 1 PP \| \| GO \| Ronaldo Caiado (DEM) \| Jorge Kajuru (PRP) \| PROS / DEM / PRP / PSC / PMB / PR / PODE / DC / PSL / PMN / PTC / PRTB / PDT \| 2 DEM, 1 PSC, 1 PDT, 1 PRP, 1 PODE \| Cairo Salim (PROS), Rubens Marques (PROS), Vinicius Cirqueira (PROS) \| \| GO \| Lincoln Tejota (PROS) \| Wilder Morais (DEM) \| PROS / DEM / PRP / PSC / PMB / PR / PODE / DC / PSL / PMN / PTC / PRTB / PDT \| 2 DEM, 1 PSC, 1 PDT, 1 PRP, 1 PODE \| Cairo Salim (PROS), Rubens Marques (PROS), Vinicius Cirqueira (PROS) \| \| MA \| Flávio Dino (PCdoB) \| Weverton Rocha (PDT) \| PROS / PCdoB / PDT / PT / PSB / PPS / PTB / PRB / PR / DEM / PP / PTC / SD / PPL / Avante / Patriota \| 2 PCdoB, 1 PTB, 1 PRB, 1 PSB, 1 DEM \| Pastor Cavalcante (PROS) + 1 PTB \| \| MA \| Carlos Brandão (PRB) \| Eliziane Gama (PPS) \| PROS / PCdoB / PDT / PT / PSB / PPS / PTB / PRB / PR / DEM / PP / PTC / SD / PPL / Avante / Patriota \| 2 PCdoB, 1 PTB, 1 PRB, 1 PSB, 1 DEM \| Pastor Cavalcante (PROS) + 1 PTB \| \| MG \| Adalclever Lopes (MDB) \| Fábio Cherem (PDT) \| PROS / MDB / PDT / PV / PODE / PRB \| Eros Biondini (PROS), Weliton Prado (PROS) \| Elismar Prado (PROS) \| \| MG \| Adriana Buzelin (PV) \| Fábio Cherem (PDT) \| PROS / MDB / PDT / PV / PODE / PRB \| Eros Biondini (PROS), Weliton Prado (PROS) \| Elismar Prado (PROS) \| \| MS \| Reinaldo Azambuja (PSDB) \| Nelsinho Trad (PTB) \| PROS / PSDB / DEM / PPS / PP / PMB / PSB / PSD / PSL / PTB / PMN / SD / Avante / Patriota \| 2 PSL \| 5 PSDB, 2 DEM \| \| MS \| Murilo Zauith (DEM) \| Marcelo Miglioli (PSDB) \| PROS / PSDB / DEM / PPS / PP / PMB / PSB / PSD / PSL / PTB / PMN / SD / Avante / Patriota \| 2 PSL \| 5 PSDB, 2 DEM \| \| MT \| Wellington Fagundes (PR) \| Adilton Sachetti (PRB) \| PROS / PR / PV / PRB / PCdoB / PODE / PP / PT / PMN / PTB \| 1 PTB, 1 PODE, 1 PP, 1 PT \| João Batista (PROS) + 1 PP \| \| MT \| Sirlei Theis (PV) \| Professora Maria Lúcia (PCdoB) \| PROS / PR / PV / PRB / PCdoB / PODE / PP / PT / PMN / PTB \| 1 PTB, 1 PODE, 1 PP, 1 PT \| João Batista (PROS) + 1 PP \| \| PA \| Helder Barbalho (MDB) \| Jader Barbalho (MDB) \| PROS / MDB / PR / PP / PSD / PRB / PTB / PSC / PODE / PSL / PHS / DC / PMB / PTC / Avante / Patriota \| ninguém \| 2 PTB, 1 PSL \| \| PA \| Lúcio Vale (PR) \| Zequinha Marinho (PSC) \| PROS / MDB / PR / PP / PSD / PRB / PTB / PSC / PODE / PSL / PHS / DC / PMB / PTC / Avante / Patriota \| ninguém \| 2 PTB, 1 PSL \| \| PB \| João Azevêdo (PSB) \| Veneziano Vital (PSB) \| PROS / PSB / PDT / PT / DEM / PR / PODE / PRP / PMN / PRB / PCdoB / PPS / REDE / PTB / Avante \| ninguém \| 4 Avante \| \| PB \| Lígia Feliciano (PDT) \| Luiz Couto (PT) \| PROS / PSB / PDT / PT / DEM / PR / PODE / PRP / PMN / PRB / PCdoB / PPS / REDE / PTB / Avante \| ninguém \| 4 Avante \| \| PE \| Maurício Rands (PROS) \| Silvio Costa (Avante) \| PROS / Avante / PDT \| 2 PDT \| 1 PDT, 1 Avante \| \| PE \| Isabella Roldão (PDT) \| Lídia Brunes (PROS) \| PROS / Avante / PDT \| 2 PDT \| 1 PDT, 1 Avante \| \| PI \| Fábio Sérvio (PSL) \| Antônio José Lira (PSL) \| PROS / PSL \| ninguém \| ninguém \| \| PI \| Carlos Pinho (PROS) \| Elizeu Aguiar (PSL) \| PROS / PSL \| ninguém \| ninguém \| \| PR \| Cida Borghetti (PP) \| Alex Canziani (PTB) \| PROS / PP / PSDB / PSB / PMN / DEM / PTB / PMB \| Boca Aberta (PROS), Toninho Wandscheer (PROS) + 2 PSB, 2 PP, 1 DEM, 1 PTB \| Homero Marchese (PROS), Soldado Fruet (PROS) + 1 PMN \| \| PR \| Coronel Malucelli (PMN) \| Beto Richa (PSDB) \| PROS / PP / PSDB / PSB / PMN / DEM / PTB / PMB \| Boca Aberta (PROS), Toninho Wandscheer (PROS) + 2 PSB, 2 PP, 1 DEM, 1 PTB \| Homero Marchese (PROS), Soldado Fruet (PROS) + 1 PMN \| \| RJ \| Wilson Witzel (PSC) \| Pastor Everaldo (PSC) \| PROS / PSC \| Clarissa Garotinho (PROS) + 1 PSC \| Subtenente Bernardo (PROS) \| \| RJ \| Cláudio Castro (PSC) \| Pastor Everaldo (PSC) \| PROS / PSC \| Clarissa Garotinho (PROS) + 1 PSC \| Subtenente Bernardo (PROS) \| \| RN \| Robinson Faria (PSD) \| Geraldo Melo (PSDB) \| PROS / PSD / PRB / PSDB / PRB / PMB / PTC / PSB / PRP / Avante / PPS \| 1 PTC, 1 PR, 1 PSB, 1 PSD \| Albert Dickson (PROS) + 5 PSDB, 2 PSD, 1 PR \| \| RN \| Tião Couto (PRB) \| Geraldo Melo (PSDB) \| PROS / PSD / PRB / PSDB / PRB / PMB / PTC / PSB / PRP / Avante / PPS \| 1 PTC, 1 PR, 1 PSB, 1 PSD \| Albert Dickson (PROS) + 5 PSDB, 2 PSD, 1 PR \| \| RO \| Mauro de Carvalho (MDB) \| Confúcio Moura (MDB) \| PROS / MDB / PMN / PODE / PCdoB / PHS / PSC / PV \| ninguém \| Anderson Pereira (PROS) \| \| RO \| Wagner de Freitas (MDB) \| Valdir Raupp (MDB) \| PROS / MDB / PMN / PODE / PCdoB / PHS / PSC / PV \| ninguém \| Anderson Pereira (PROS) \| \| RR \| Antônio Denarium (PSL) \| Mecias de Jesus (PRB) \| PROS / PSL / PTC / PRB / PRP / PSC / PPL / Patriota \| ninguém \| 2 Patriota \| \| RR \| Frutuoso Lins (PTC) \| Pastor Isamar Ramalho (PSL) \| PROS / PSL / PTC / PRB / PRP / PSC / PPL / Patriota \| ninguém \| 2 Patriota \| \| RS \| ninguém \| Carmen Flores (PSL) \| PROS / PSL / DEM \| 3 PSL, 1 DEM \| ninguém \| \| SC \| Gelson Merisio (PSD) \| Esperidião Amin (PP) \| PROS / PSD / DEM / PP / PCdoB / PDT / PRB / PSB / PV / SD / PODE / PSC / PHS / PRP / PPL \| ninguém \| 1 PV \| \| SC \| João Paulo Kleinübing (DEM) \| Raimundo Colombo (PSD) \| PROS / PSD / DEM / PP / PCdoB / PDT / PRB / PSB / PV / SD / PODE / PSC / PHS / PRP / PPL \| ninguém \| 1 PV \| \| SE \| Valadares Filho (PSB) \| Antônio Carlos Valadares (PSB) \| PROS / PSB / PDT / PPL / PTB / PRP \| 1 PDT \| 1 PSB \| \| SE \| Sílvia Fontes (PDT) \| Henry Clay (PPL) \| PROS / PSB / PDT / PPL / PTB / PRP \| 1 PDT \| 1 PSB \| \| SP \| Márcio França (PSB) \| Maurren Maggi (PSB) \| PROS / PSB / PR / PSC / PODE / PTB / PV / PMB / PHS / PPL / PRP / PSC / SD / Avante / Patriota \| ninguém \| Adriana Borgo (PROS) \| \| SP \| Coronel Eliane Nikoluk (PR) \| Mário Covas Neto (PODE) \| PROS / PSB / PR / PSC / PODE / PTB / PV / PMB / PHS / PPL / PRP / PSC / SD / Avante / Patriota \| ninguém \| Adriana Borgo (PROS) \| \| TO \| Mauro Carlesse (PHS) \| Eduardo Gomes (SD) \| PROS / PHS / SD / PP / DEM / PTC / PRB / Avante / Patriota \| 2 SD, 2 DEM \| Professor Junior Geo (PROS) + 3 SD, 1 PTC, 1 PHS, 1 DEM, 1 PP \| \| TO \| Wanderlei Barbosa (PHS) \| César Halum (PRB) \| PROS / PHS / SD / PP / DEM / PTC / PRB / Avante / Patriota \| 2 SD, 2 DEM \| Professor Junior Geo (PROS) + 3 SD, 1 PTC, 1 PHS, 1 DEM, 1 PP \| |                                         |                                | |                                                                           |                                                                      |
| UF | Candidatos(as) a Governador(a) e a Vice | Candidatos(as) a Senadores(as) | Coligação majoritária (governo e senado)                                                                     | Deputados(as) federais eleitos(as) — 58                                   | Deputados(as) estaduais eleitos(as) — 107                            |
| AC | Marcus Alexandre (PT)                   | Jorge Viana (PT)               | PROS / PT / PDT / PRB / PV / PODE / PCdoB / PSB / PHS / PRTB / DC / PPL / PMB / PSOL                         | 1 PRB                                                                     | Maria Antonia (PROS) + 1 PRB, 1 PODE                                 |
| AC | Emylson Farias (PDT)                    | Ney Amorim (PT)                | PROS / PT / PDT / PRB / PV / PODE / PCdoB / PSB / PHS / PRTB / DC / PPL / PMB / PSOL                         | 1 PRB                                                                     | Maria Antonia (PROS) + 1 PRB, 1 PODE                                 |
| AL | Pinto de Luna (PROS)                    | Rodrigo Cunha (PSDB)           | PROS / PSC / PSDB / PTC / PP / PSB / REDE / DEM / PRB                                                        | 1 PSB, 1 PP, 1 PRB, 1 PSDB                                                | Bruno Toledo (PROS) + 4 PP, 2 PSDB, 1 DEM                            |
| AL | Jorge VI (PSDB)                         | Benedito de Lira (PP)          | PROS / PSC / PSDB / PTC / PP / PSB / REDE / DEM / PRB                                                        | 1 PSB, 1 PP, 1 PRB, 1 PSDB                                                | Bruno Toledo (PROS) + 4 PP, 2 PSDB, 1 DEM                            |
| AM | David Almeida (PSB)                     | ninguém                        | PROS / PSB / PMN / PODE / PMB                                                                                | ninguém                                                                   | 1 PSB                                                                |
| AM | Chico Preto (PMN)                       | ninguém                        | PROS / PSB / PMN / PODE / PMB                                                                                | ninguém                                                                   | 1 PSB                                                                |
| AP | Waldez Góes (PDT)                       | Lucas Barreto (PTB)            | PROS / PDT / PTB / MDB / DC / PRB / PCdoB / PRP / PTC / PMB                                                  | Acácio Favacho (PROS) + 1 PCdoB                                           | 1 PTB, 1 PMB                                                         |
| AP | Jaime Nunes (PROS)                      | Lucas Barreto (PTB)            | PROS / PDT / PTB / MDB / DC / PRB / PCdoB / PRP / PTC / PMB                                                  | Acácio Favacho (PROS) + 1 PCdoB                                           | 1 PTB, 1 PMB                                                         |
| BA | Rui Costa (PT)                          | Jacques Wagner (PT)            | PROS / PT / PP / PDT / PSD / PSB / PCdoB / PR / PRP / PMB / PMN / PODE / PTC / Avante                        | 2 Avante                                                                  | 10 PT, 9 PSD, 7 PP, 4 PSB, 3 PDT, 1 PR, 1 PODE, 1 PRP, 1 Avante      |
| BA | João Leão (PP)                          | Angelo Coronel (PSD)           | PROS / PT / PP / PDT / PSD / PSB / PCdoB / PR / PRP / PMB / PMN / PODE / PTC / Avante                        | 2 Avante                                                                  | 10 PT, 9 PSD, 7 PP, 4 PSB, 3 PDT, 1 PR, 1 PODE, 1 PRP, 1 Avante      |
| CE | General Theophilo (PSDB)                | Eduardo Girão (PROS)           | PROS / PSDB                                                                                                  | Capitão Wagner (PROS), Vaidon Oliveira (PROS)                             | Soldado Noélio (PROS), Vitor Valim (PROS)                            |
| CE | Emília Pessoa (PSDB)                    | Dra. Mayra (PSDB)              | PROS / PSDB                                                                                                  | Capitão Wagner (PROS), Vaidon Oliveira (PROS)                             | Soldado Noélio (PROS), Vitor Valim (PROS)                            |
| DF | Eliana Pedrosa (PROS)                   | Juiz Everardo Ribeiro (PMN)    | PROS / PTB / PMN / PHS / PTC / PMB / Patriota                                                                | ninguém                                                                   | Fernando Fernandes (PROS), Telma Rufino (PROS)                       |
| DF | Alírio Neto (PTB)                       | Walisson Nascimento (PTB)      | PROS / PTB / PMN / PHS / PTC / PMB / Patriota                                                                | ninguém                                                                   | Fernando Fernandes (PROS), Telma Rufino (PROS)                       |
| ES | Renato Casagrande (PSB)                 | Marcos do Val (PPS)            | PROS / PSB / PSDB / DEM / PPS / PCdoB / PV / DC / SD / PP / PTC / PDT / PPL / PRP / PSD / PHS / PSC / Avante | 1 PPS, 1 PP                                                               | Raquel Lessa (PROS) + 1 PP                                           |
| ES | Jacqueline Moraes (PSB)                 | Ricardo Ferraço (PSDB)         | PROS / PSB / PSDB / DEM / PPS / PCdoB / PV / DC / SD / PP / PTC / PDT / PPL / PRP / PSD / PHS / PSC / Avante | 1 PPS, 1 PP                                                               | Raquel Lessa (PROS) + 1 PP                                           |
| GO | Ronaldo Caiado (DEM)                    | Jorge Kajuru (PRP)             | PROS / DEM / PRP / PSC / PMB / PR / PODE / DC / PSL / PMN / PTC / PRTB / PDT                                 | 2 DEM, 1 PSC, 1 PDT, 1 PRP, 1 PODE                                        | Cairo Salim (PROS), Rubens Marques (PROS), Vinicius Cirqueira (PROS) |
| GO | Lincoln Tejota (PROS)                   | Wilder Morais (DEM)            | PROS / DEM / PRP / PSC / PMB / PR / PODE / DC / PSL / PMN / PTC / PRTB / PDT                                 | 2 DEM, 1 PSC, 1 PDT, 1 PRP, 1 PODE                                        | Cairo Salim (PROS), Rubens Marques (PROS), Vinicius Cirqueira (PROS) |
| MA | Flávio Dino (PCdoB)                     | Weverton Rocha (PDT)           | PROS / PCdoB / PDT / PT / PSB / PPS / PTB / PRB / PR / DEM / PP / PTC / SD / PPL / Avante / Patriota         | 2 PCdoB, 1 PTB, 1 PRB, 1 PSB, 1 DEM                                       | Pastor Cavalcante (PROS) + 1 PTB                                     |
| MA | Carlos Brandão (PRB)                    | Eliziane Gama (PPS)            | PROS / PCdoB / PDT / PT / PSB / PPS / PTB / PRB / PR / DEM / PP / PTC / SD / PPL / Avante / Patriota         | 2 PCdoB, 1 PTB, 1 PRB, 1 PSB, 1 DEM                                       | Pastor Cavalcante (PROS) + 1 PTB                                     |
| MG | Adalclever Lopes (MDB)                  | Fábio Cherem (PDT)             | PROS / MDB / PDT / PV / PODE / PRB                                                                           | Eros Biondini (PROS), Weliton Prado (PROS)                                | Elismar Prado (PROS)                                                 |
| MG | Adriana Buzelin (PV)                    | Fábio Cherem (PDT)             | PROS / MDB / PDT / PV / PODE / PRB                                                                           | Eros Biondini (PROS), Weliton Prado (PROS)                                | Elismar Prado (PROS)                                                 |
| MS | Reinaldo Azambuja (PSDB)                | Nelsinho Trad (PTB)            | PROS / PSDB / DEM / PPS / PP / PMB / PSB / PSD / PSL / PTB / PMN / SD / Avante / Patriota                    | 2 PSL                                                                     | 5 PSDB, 2 DEM                                                        |
| MS | Murilo Zauith (DEM)                     | Marcelo Miglioli (PSDB)        | PROS / PSDB / DEM / PPS / PP / PMB / PSB / PSD / PSL / PTB / PMN / SD / Avante / Patriota                    | 2 PSL                                                                     | 5 PSDB, 2 DEM                                                        |
| MT | Wellington Fagundes (PR)                | Adilton Sachetti (PRB)         | PROS / PR / PV / PRB / PCdoB / PODE / PP / PT / PMN / PTB                                                    | 1 PTB, 1 PODE, 1 PP, 1 PT                                                 | João Batista (PROS) + 1 PP                                           |
| MT | Sirlei Theis (PV)                       | Professora Maria Lúcia (PCdoB) | PROS / PR / PV / PRB / PCdoB / PODE / PP / PT / PMN / PTB                                                    | 1 PTB, 1 PODE, 1 PP, 1 PT                                                 | João Batista (PROS) + 1 PP                                           |
| PA | Helder Barbalho (MDB)                   | Jader Barbalho (MDB)           | PROS / MDB / PR / PP / PSD / PRB / PTB / PSC / PODE / PSL / PHS / DC / PMB / PTC / Avante / Patriota         | ninguém                                                                   | 2 PTB, 1 PSL                                                         |
| PA | Lúcio Vale (PR)                         | Zequinha Marinho (PSC)         | PROS / MDB / PR / PP / PSD / PRB / PTB / PSC / PODE / PSL / PHS / DC / PMB / PTC / Avante / Patriota         | ninguém                                                                   | 2 PTB, 1 PSL                                                         |
| PB | João Azevêdo (PSB)                      | Veneziano Vital (PSB)          | PROS / PSB / PDT / PT / DEM / PR / PODE / PRP / PMN / PRB / PCdoB / PPS / REDE / PTB / Avante                | ninguém                                                                   | 4 Avante                                                             |
| PB | Lígia Feliciano (PDT)                   | Luiz Couto (PT)                | PROS / PSB / PDT / PT / DEM / PR / PODE / PRP / PMN / PRB / PCdoB / PPS / REDE / PTB / Avante                | ninguém                                                                   | 4 Avante                                                             |
| PE | Maurício Rands (PROS)                   | Silvio Costa (Avante)          | PROS / Avante / PDT                                                                                          | 2 PDT                                                                     | 1 PDT, 1 Avante                                                      |
| PE | Isabella Roldão (PDT)                   | Lídia Brunes (PROS)            | PROS / Avante / PDT                                                                                          | 2 PDT                                                                     | 1 PDT, 1 Avante                                                      |
| PI | Fábio Sérvio (PSL)                      | Antônio José Lira (PSL)        | PROS / PSL                                                                                                   | ninguém                                                                   | ninguém                                                              |
| PI | Carlos Pinho (PROS)                     | Elizeu Aguiar (PSL)            | PROS / PSL                                                                                                   | ninguém                                                                   | ninguém                                                              |
| PR | Cida Borghetti (PP)                     | Alex Canziani (PTB)            | PROS / PP / PSDB / PSB / PMN / DEM / PTB / PMB                                                               | Boca Aberta (PROS), Toninho Wandscheer (PROS) + 2 PSB, 2 PP, 1 DEM, 1 PTB | Homero Marchese (PROS), Soldado Fruet (PROS) + 1 PMN                 |
| PR | Coronel Malucelli (PMN)                 | Beto Richa (PSDB)              | PROS / PP / PSDB / PSB / PMN / DEM / PTB / PMB                                                               | Boca Aberta (PROS), Toninho Wandscheer (PROS) + 2 PSB, 2 PP, 1 DEM, 1 PTB | Homero Marchese (PROS), Soldado Fruet (PROS) + 1 PMN                 |
| RJ | Wilson Witzel (PSC)                     | Pastor Everaldo (PSC)          | PROS / PSC                                                                                                   | Clarissa Garotinho (PROS) + 1 PSC                                         | Subtenente Bernardo (PROS)                                           |
| RJ | Cláudio Castro (PSC)                    | Pastor Everaldo (PSC)          | PROS / PSC                                                                                                   | Clarissa Garotinho (PROS) + 1 PSC                                         | Subtenente Bernardo (PROS)                                           |
| RN | Robinson Faria (PSD)                    | Geraldo Melo (PSDB)            | PROS / PSD / PRB / PSDB / PRB / PMB / PTC / PSB / PRP / Avante / PPS                                         | 1 PTC, 1 PR, 1 PSB, 1 PSD                                                 | Albert Dickson (PROS) + 5 PSDB, 2 PSD, 1 PR                          |
| RN | Tião Couto (PRB)                        | Geraldo Melo (PSDB)            | PROS / PSD / PRB / PSDB / PRB / PMB / PTC / PSB / PRP / Avante / PPS                                         | 1 PTC, 1 PR, 1 PSB, 1 PSD                                                 | Albert Dickson (PROS) + 5 PSDB, 2 PSD, 1 PR                          |
| RO | Mauro de Carvalho (MDB)                 | Confúcio Moura (MDB)           | PROS / MDB / PMN / PODE / PCdoB / PHS / PSC / PV                                                             | ninguém                                                                   | Anderson Pereira (PROS)                                              |
| RO | Wagner de Freitas (MDB)                 | Valdir Raupp (MDB)             | PROS / MDB / PMN / PODE / PCdoB / PHS / PSC / PV                                                             | ninguém                                                                   | Anderson Pereira (PROS)                                              |
| RR | Antônio Denarium (PSL)                  | Mecias de Jesus (PRB)          | PROS / PSL / PTC / PRB / PRP / PSC / PPL / Patriota                                                          | ninguém                                                                   | 2 Patriota                                                           |
| RR | Frutuoso Lins (PTC)                     | Pastor Isamar Ramalho (PSL)    | PROS / PSL / PTC / PRB / PRP / PSC / PPL / Patriota                                                          | ninguém                                                                   | 2 Patriota                                                           |
| RS | ninguém                                 | Carmen Flores (PSL)            | PROS / PSL / DEM                                                                                             | 3 PSL, 1 DEM                                                              | ninguém                                                              |
| SC | Gelson Merisio (PSD)                    | Esperidião Amin (PP)           | PROS / PSD / DEM / PP / PCdoB / PDT / PRB / PSB / PV / SD / PODE / PSC / PHS / PRP / PPL                     | ninguém                                                                   | 1 PV                                                                 |
| SC | João Paulo Kleinübing (DEM)             | Raimundo Colombo (PSD)         | PROS / PSD / DEM / PP / PCdoB / PDT / PRB / PSB / PV / SD / PODE / PSC / PHS / PRP / PPL                     | ninguém                                                                   | 1 PV                                                                 |
| SE | Valadares Filho (PSB)                   | Antônio Carlos Valadares (PSB) | PROS / PSB / PDT / PPL / PTB / PRP                                                                           | 1 PDT                                                                     | 1 PSB                                                                |
| SE | Sílvia Fontes (PDT)                     | Henry Clay (PPL)               | PROS / PSB / PDT / PPL / PTB / PRP                                                                           | 1 PDT                                                                     | 1 PSB                                                                |
| SP | Márcio França (PSB)                     | Maurren Maggi (PSB)            | PROS / PSB / PR / PSC / PODE / PTB / PV / PMB / PHS / PPL / PRP / PSC / SD / Avante / Patriota               | ninguém                                                                   | Adriana Borgo (PROS)                                                 |
| SP | Coronel Eliane Nikoluk (PR)             | Mário Covas Neto (PODE)        | PROS / PSB / PR / PSC / PODE / PTB / PV / PMB / PHS / PPL / PRP / PSC / SD / Avante / Patriota               | ninguém                                                                   | Adriana Borgo (PROS)                                                 |
| TO | Mauro Carlesse (PHS)                    | Eduardo Gomes (SD)             | PROS / PHS / SD / PP / DEM / PTC / PRB / Avante / Patriota                                                   | 2 SD, 2 DEM                                                               | Professor Junior Geo (PROS) + 3 SD, 1 PTC, 1 PHS, 1 DEM, 1 PP        |
| TO | Wanderlei Barbosa (PHS)                 | César Halum (PRB)              | PROS / PHS / SD / PP / DEM / PTC / PRB / Avante / Patriota                                                   | 2 SD, 2 DEM                                                               | Professor Junior Geo (PROS) + 3 SD, 1 PTC, 1 PHS, 1 DEM, 1 PP        |

### Eleições presidenciais
| Ano  | Imagem | Candidato(a) a Presidente      | Candidato(a) a Vice-Presidente | Coligação                                                                                | Votos               | Posição |
| ---- | ------ | ------------------------------ | ------------------------------ | ---------------------------------------------------------------------------------------- | ------------------- | ------- |
| 2014 |        | Dilma Rousseff (PT)            | Michel Temer (PMDB)            | Com a Força do Povo (PT, PMDB, PSD, PP, PR, PROS, PDT, PCdoB e PRB)                      | 54.495.459 (51,64%) | 1ª      |
| 2018 |        | Fernando Haddad (PT)           | Manuela d'Ávila (PCdoB)        | O Povo Feliz de Novo (PT, PROS e PCdoB)                                                  | 47 039 579 (44,87%) | 2ª      |
| 2022 |        | Luiz Inácio Lula da Silva (PT) | Geraldo Alckmin (PSB)          | Brasil da Esperança (FE Brasil, PSB, Solidariedade, Fed. PSOL REDE, Avante, Agir e PROS) | 60.345.999 (50,90%) | 1ª      |